# Recopa de Europa de baloncesto 1987-88
La Recopa de Europa de Baloncesto 1987-88 fue la vigésimo segunda edición de esta competición organizada por la FIBA que reunía a los campeones de las ediciones de copa de los países europeos. Tomaron parte 20 equipos, uno más que en la edición precedente, proclamándose campeón el equipo francés del Limoges, derrotando en la final al equipo español del Ram Joventut. La final se disputó en el Palacio de los Deportes de Grenoble.

## Participantes
| Austria             | 1 | Sparkasse Wels            |
| Bélgica             | 1 | Assubel Mariembourg       |
| Bulgaria            | 1 | Levski-Spartak            |
| Chipre              | 1 | ENAD                      |
| Inglaterra          | 1 | Polycell Kingston         |
| Finlandia           | 1 | Uudenkaupungin Urheilijat |
| Francia             | 1 | Limoges                   |
| Grecia              | 1 | Panellinios               |
| Hungría             | 1 | Bajai                     |
| Israel              | 1 | Hapoel Galil Elyon        |
| Italia              | 1 | Scavolini Pesaro          |
| Luxemburgo          | 1 | Contern                   |
| Países Bajos        | 1 | Direktbank Den Helder     |
| Portugal            | 1 | Porto                     |
| España              | 1 | Ram Joventut              |
| Suecia              | 1 | Alvik                     |
| Suiza               | 1 | Champel Genève            |
| Turquía             | 1 | Galatasaray               |
| Alemania Occidental | 1 | Bayer 04 Leverkusen       |
| Yugoslavia          | 1 | IMT                       |

## Primera ronda
| Equipo 1          | Agr.    | Equipo 2              | Ida     | Vuelta |
| ----------------- | ------- | --------------------- | ------- | ------ |
| Panellinios       | 145–159 | Porto                 | 84–82   | 61–77  |
| Bajai             | 162–176 | Alvik                 | 97–98   | 65–78  |
| Champel Genève    | 200–202 | Levski-Spartak        | 116–115 | 84–87  |
| Polycell Kingston | 166–164 | Direktbank Den Helder | 84–82   | 84–82  |

## Segunda ronda
| Equipo 1                  | Agr.    | Equipo 2            | Ida    | Vuelta  |
| ------------------------- | ------- | ------------------- | ------ | ------- |
| Sparkasse Wels            | 156–222 | IMT                 | 87–97  | 69–125  |
| ENAD                      | 90–244  | Scavolini Pesaro    | 41–143 | 49–101  |
| Uudenkaupungin Urheilijat | 198–231 | Limoges             | 94–123 | 104–108 |
| Contern                   | 136–187 | Ram Joventut        | 67–83  | 69–104  |
| Porto                     | 182–202 | Assubel Mariembourg | 91–86  | 91–116  |
| Alvik                     | 177–188 | Hapoel Galil Elyon  | 93–95  | 84–93   |
| Levski-Spartak            | 159–180 | Bayer 04 Leverkusen | 92–86  | 67–94   |
| Galatasaray               | 129–138 | Polycell Kingston   | 67–57  | 62–81   |

## Cuartos de final
Los cuartos de final se jugaron con un sistema de todos contra todos, divididos en dos grupos.
|  | Clasificados para semifinales |

|    | Equipo              | PJ | Pts | G | P | PF  | PC  | Dif. |
| -- | ------------------- | -- | --- | - | - | --- | --- | ---- |
| 1. | Limoges             | 6  | 12  | 6 | 0 | 650 | 589 | +61  |
| 2. | Bayer 04 Leverkusen | 6  | 9   | 3 | 3 | 546 | 549 | -3   |
| 3. | Polycell Kingston   | 6  | 8   | 2 | 4 | 580 | 601 | -21  |
| 4. | IMT                 | 6  | 7   | 1 | 5 | 550 | 587 | -37  |

|    | Equipo              | PJ | Pts | G | P | PF  | PC  | Dif. |
| -- | ------------------- | -- | --- | - | - | --- | --- | ---- |
| 1. | Ram Joventut        | 6  | 11  | 5 | 1 | 578 | 530 | +48  |
| 2. | Scavolini Pesaro    | 6  | 10  | 4 | 2 | 566 | 528 | +38  |
| 3. | Hapoel Galil Elyon  | 6  | 9   | 3 | 3 | 527 | 536 | -9   |
| 4. | Assubel Mariembourg | 6  | 6   | 0 | 6 | 484 | 561 | -77  |

## Semifinales
| Equipo 1     | Agr.    | Equipo 2            | Ida    | Vuelta |
| ------------ | ------- | ------------------- | ------ | ------ |
| Limoges      | 193–179 | Scavolini Pesaro    | 102–86 | 91–93  |
| Ram Joventut | 177–171 | Bayer 04 Leverkusen | 97–74  | 80–97  |

## Final
16 de marzo, Palais des Sports, Grenoble
| Equipo 1 | Resultado | Equipo 2     |
| -------- | --------- | ------------ |
| Limoges  | 96–89     | Ram Joventut |

| 16 de marzo de 1988 | Limoges                                                           | 96–89                | Ram Joventut                                                           | |  |
|                     | Parciales: 43-43, 43-43 (T.E.: 10-3)                              |                      |                                                                        | |  |
|                     | Estadísticas Don Collins, 28 Stéphane Ostrowski, 9 4 jugadores, 1 | Reporte Pts Reb Asts | Estadísticas Jordi Villacampa, 19 Joe Meriweather, 8 Rafael Jofresa, 4 | Pabellón: Palais des Sports, Grenoble Asistencia: 9.000 espectadores Árbitros: Kostas Rigas (GRE), Wyeslaw Zych (POL) |  |

| Campeón de la Recopa de Europa 1987–88 |
| -------------------------------------- |
| Limoges 1.er título                    |